# Domingo dos Santos Antepassados

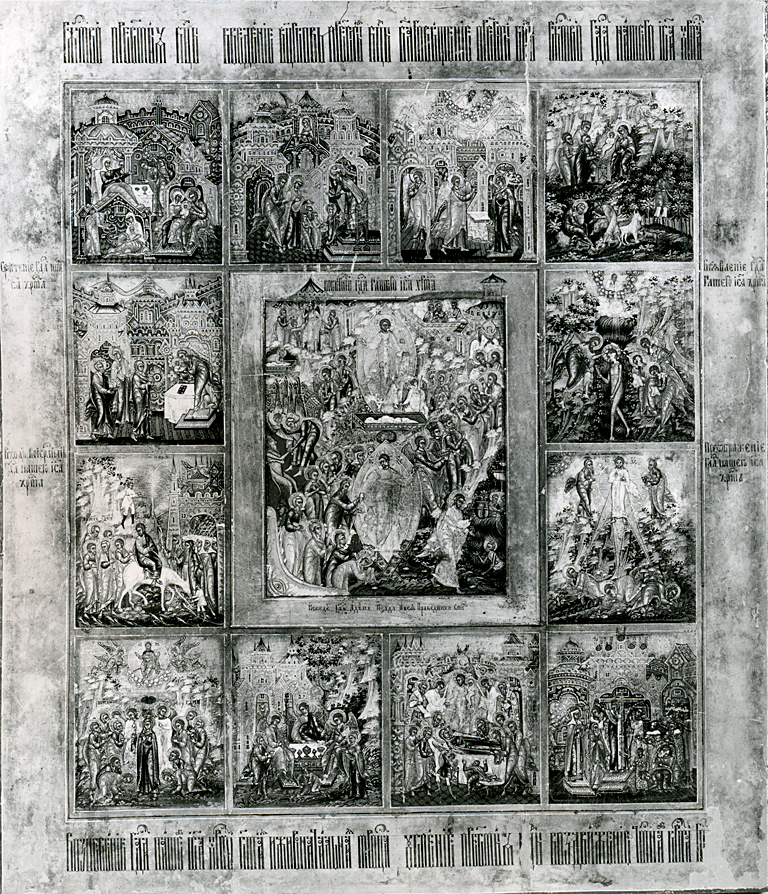
Ícone provavelmente pintado na vila de Palekh, um dos grandes centros de pintura de ícones na Rússia do Século XIX, perto da cidade de Vladimir. Ele retrata a Ressurreição de Cristo e as Doze Festas da Igreja.

O Domingo dos Santos Antepassados ou Domingo dos Santos Antepassados de Jesus Cristo é um feriado cristão móvel que é celebrado no segundo domingo antes do Natal na Igreja Ortodoxa  e nas Igrejas Católicas Orientais que usam o Rito Bizantino. O início da celebração é 11 de dezembro.  Se 11 de dezembro for um dia útil, o feriado será adiado para o domingo seguinte. Isso pode ser percebido no ano de 2024: 11 de dezembro é uma quarta-feira, portanto, o feriado foi comemorado quatro dias depois, no domingo, 15 de dezembro.
O domingo que cai entre os dias 11 e 17 de dezembro (24 e 30 no Calendário Juliano) é conhecido como Domingo dos Santos Antepassados. Os ancestrais do Antigo Testamento, ou seja, aqueles que viveram antes e sob a Lei, e aqueles da carne, em especial o Patriarca Abraão, a quem o Senhor disse que "Por tua posteridade serão abençoadas todas as nações da terra" (Gênesis 22:18)

## Principais Hinos

### Apolytikion no segundo tom
"Tu justificaste os antepassados pela fé, e por eles te desposaste, outrora, com a Igreja tomada dentre os gentios. Os santos se gloriam na glória, pois de sua semente, existe uma nobre colheita, que é aquela que sem semente te deu à luz. Por suas intercessões, ó Cristo, nosso Deus, salva nossas almas." 

### Kondákio em Plagal do Segundo Tom
"Vocês não adoraram a imagem esculpida, ó triplamente abençoados, mas armados com a Essência imaterial de Deus, vocês foram glorificados em uma prova de fogo. Do meio de chamas insuportáveis vocês invocaram Deus, clamando: Apressa-te, ó compassivo! Venha rapidamente em nosso auxílio, pois Você é misericordioso e capaz de fazer o que quiser." 

## Comemorados
São comemorados nessa data os Grandes Patriarcas e Matriarcas do Antigo Testamento, incluindo os Patriarcas Adão, Abraão, Isaque e Jacó . A festa também comemora os Santos Profetas, como Daniel, Ezequiel e Elias, além dos juízes, reis e todos os que viveram na carne e sob a Lei.
- Adão e Eva, os protocriados
- o Justo Abel
- o Justo Sete
- o Justo Enos
- o Justo Cainã
- o Justo Malalel
- o Justo Jarede
- o Justo Enoque
- o Justo Matusalém
- o Justo Lameque
- o Justo Noé
- o Justo Sem
- o Justo Jafé
- o Justo Arpachade
- o Justo Cainã
- o Justo Selá
- o Justo Eber
- o Justo Pelegue
- o Justo Reú
- o Justo Serugue
- o Justo Naor
- o Justo Terá
- Patriarca Abraão
- Patriarca Isaque
- Patriarca Jacó
- Patriarca Rúben
- Patriarca Simeão
- Patriarca Levi
- Patriarca Judá
- Patriarca Zebulom
- Patriarca Issacar
- Patriarca Dã
- Patriarca Gade
- Patriarca Aser
- Patriarca Naftali
- Patriarca José
- Patriarca Benjamim
- Patriarca Perez
- Patriarca Zerá
- Patriarca Hezron
- Patriarca Aram
- Patriarca Aminadabe
- Patriarca Nahshon
- Patriarca Salmom
- Patriarca Boaz
- Patriarca Obede
- Patriarca Jessé
- Rei Davi
- Rei Salomão
- Rei Roboão
- Rei Abias
- Rei Asa
- Rei Jeosafá
- Rei Jorão
- Rei Uzias
- Rei Jotão
- Rei Acaz
- Rei Ezequias
- Rei Manassés
- Rei Amon
- Rei Josias
- Rei Jeconias
- Patriarca Selatiel
- Patriarca Zorobabel
- Patriarca Abiúde
- Patriarca Eliaquim
- Patriarca Açor
- Patriarca Zadoque
- Patriarca Achim
- Patriarca Eliud
- Patriarca Eleazar
- Patriarca Matthan
- Patriarca Jacó
- Patriarca José

- o justo Melquisedeque
- o justo Jó
- o profeta Moisés
- o profeta Aarão
- o profeta Hur
- o justo Josué
- o profeta Samuel
- o profeta Nathan
- o profeta Daniel
- a justa Sara
- a justa Rebeca
- a bela Leah
- a justa Raquel
- a bela Asenath
- a justa Miriam
- a justa Débora
- a justa Ruth
- a justa Sarafthia a quem Elias foi enviado
- o justo Somanitis que hospedou Eliseu
- a justa Judite
- a justa Ester
- a justa Ana
- a justa Susana